# 미야촌 (시가현)
미야촌(宮村)은 시가현 고카군에 설치되었던 정이다.